# Ноатак (аэропорт)
Аэропорт Ноатак (англ. Noatak Airport), (ИАТА: WTK, ИКАО: PAWN, FAA LID: WTK) — государственный гражданский аэропорт, расположенный в 1,85 километрах к юго-западу от района Ноатак (Аляска), США.

## Операционная деятельность
Аэропорт Ноатак расположен на высоте 27 метров над уровнем моря и эксплуатирует одну взлётно-посадочную полосу:
- 1/19 размерами 1219 x 18 метров с гравийным покрытием.